# Peczywody
Peczywody (ukr. Печиводи) – wieś na Ukrainie, w obwodzie chmielnickim, w rejonie szepetowskim, w hromadzie Berezdów. W 2001 liczyła 473 mieszkańców.